# كاستيلار دي سانتياغو (سيوداد ريال)
بلدية كاستيلار دي سانتياغو (بالإسبانية: Castellar de Santiago)‏، هي إحدى بلديات مقاطعة سيوداد ريال إحدى مقاطعات إسبانيا، والتي تقع في منطقة قشتالة لا منتشا وسط إسبانيا.
يبلغ عدد سكانها 2.209 نسمة وفقاً لإحصائية سنة (2007).